# Simfonia núm. 9 (Bruckner)
La Simfonia núm. 9 en re menor, WAB 109, és l'última simfonia en la qual va treballar Anton Bruckner, deixant l'últim moviment incomplet en el moment de la seva mort el 1896. Es va estrenar a Viena el 1903 amb la direcció de Ferdinand Löwe.

## Dedicació
Bruckner la va dedicar "al Déu estimat" (en alemany, dem lieben Gott). August Göllerich i Max Auer, a la seva biografia de Bruckner, Ein Lebens- und Schaffensbild, afirmen que va expressar al seu metge, Richard Heller, aquesta dedicació del seu treball dient:
| « | "Ja veieu, jo ja he dedicat dues simfonies a majestats terrenals com al pobre rei Lluís com a patró reial de les arts [Setena Simfonia] i al nostre il·lustre i estimat emperador com la més alta majestat terrenal, que reconec [Vuitena Simfonia] I ara dedico la meva darrera obra a la majestat de totes les majestats, el Déu estimat, i espero que em doni tant de temps com per completar-la." | » |

## Gènesi
Immediatament després de completar la primera versió de la Vuitena Simfonia el 10 d'agost de 1887, Bruckner va començar a treballar en la Novena. Els primers esbossos, que es troben emmagatzemats a la Biblioteca Jagellònica de Cracòvia, estan datats del 12 al 18 d'agost de 1887. A més, la primera partitura del primer moviment està datada el 21 de setembre de 1887.
Els treballs del primer moviment es van interrompre aviat. El director d'orquestra Hermann Levi, a qui Bruckner acabava d'enviar la partitura de la Vuitena, va trobar impossible l'orquestració i l'elaboració dels temes "dubtosos", suggerint a Bruckner que la reelaborés. Bruckner es va disposar a revisar-la el 1888. Durant la revisió de la Vuitena, també va revisar la Tercera des del març de 1888 fins al març de 1889.
Enmig de la revisió de la Vuitena i Tercera, el 12 de febrer de 1889, Bruckner va començar a preparar la Segona Simfonia per a la seva publicació. El 10 de març de 1890, va completar la Vuitena abans de fer noves revisions de la Primera i Quarta simfonies i de la seva Missa en fa menor.
Bruckner va anunciar en una carta datada el 18 de febrer de 1891 al crític Theodor Helm, «Secrets forts avui. H. Doctor! […] 3r secret. La Novena Simfonia (en re menor) ha començat», ocultant el fet que els primers esbossos de la Novena havien estat escrits gairebé quatre anys abans. Bruckner va compondre llavors dues obres simfòniques corals, el Salm 150 (1892) i l'obra coral masculina Helgoland (1893).
El 23 de desembre de 1893, el primer moviment de la Novena es va completar després de sis anys. L'Scherzo (segon moviment), esbossat ja el 1889, es va completar el 15 de febrer de 1894. Bruckner va compondre tres versions successives del Trio:
- La primera versió (1889), en fa major, a l'estil Ländler amb un solo de viola, recorda algunes idees de la Vuitena Simfonia. L'acompanyament en pizzicato de les negres al principi recorda l'obertura del Te Deum, que també es va repetir en els esbossos del Finale.[8][9]

- La segona versió (1893), en la tonalitat remota de fa♯ major, també a l'estil Ländler amb un solo de viola, té un so una mica eteri. La part mitjana conté una reminiscència de l'⁣Al·leluia del Messies de Händel.[10]

- La versió final (1894), també en fa♯ major, té un tempo inusualment ràpid per a un trio. La part mitjana més lenta conté, com en la versió anterior, una reminiscència de l'⁣Al·leluia del Messies de Händel.[11]

L'Adagio (tercer moviment) es va completar el 30 de novembre de 1894. Pel que fa al moviment final, al calendari de Bruckner es pot trobar la següent entrada: "24 maig [1]895 1.mal Finale neue Scitze". En general, els treballs de la Novena es van estendre durant el llarg període de 1887 a 1896 i es van haver d'interrompre repetidament a causa de les revisions d'altres obres i el deteriorament de la salut de Bruckner. Bruckner va morir durant el treball del quart moviment, abans de completar la simfonia.
La Novena Simfonia només té una versió, que consta de tres moviments amb amplis esbossos del finale. Si Bruckner hagués viscut fins a completar el final, gairebé segur que hauria revisat els altres moviments i fet ajustaments. Per tant, el que tenim és un treball en curs.

## Estrena
Els tres primers moviments de la Novena es van estrenar a Viena, a la Wiener Musikvereinssaal l'11 de febrer de 1903 pel Wiener Concertvereinsorchester, el precursor de la Wiener Symphoniker (Simfonia de Viena), sota la direcció del director Ferdinand Löwe en el seu propi arranjament. Löwe va canviar profundament la partitura original de Bruckner adaptant l'orquestració de Bruckner en el sentit d'un acostament a l'ideal de so de Wagner, i va fer canvis a l'harmonia de Bruckner en determinats passatges (sobretot en el clímax de l'Adagio). Va publicar la seva versió alterada sense comentaris, i aquesta edició va ser considerada durant molt de temps com l'original de Bruckner. El 1931, el musicòleg Robert Haas va assenyalar les diferències entre l'edició de Löwe i els manuscrits originals de Bruckner. L'any següent, el director d'orquestra Siegmund von Hausegger va interpretar tant la partitura original de Bruckner com l'editada per Löwe, de manera que l'estrena real dels tres primers moviments de la Novena Simfonia de Bruckner va tenir lloc el 2 d'abril de 1932 a Múnic. El primer enregistrament (publicat en LP a la dècada de 1950) va ser realitzat per Hausegger amb la Filharmònica de Múnic en la versió original (editat per Alfred Orel) l'abril de 1938.

## Classificació estilística
La Novena Simfonia de Bruckner representa un vincle important entre el romanticisme tardà i la modernitat. Bruckner segueix Wagner obrint paisatges sonors mitjançant l'emancipació de la dissonància, i afegeix una nova dimensió a l'harmonia separant els acords individuals de les connexions sonores tradicionals. Això va ser posteriorment continuat per Arnold Schönberg. L'ús de l'estructura de Bruckner a la Novena Simfonia el converteix en un pioner del modernisme. Amplia extremadament la forma simfònica utilitzant el so negatiu del silenci, fases de seqüenciació, pics ampliats i processos de decadència. Bruckner estava arrelat a la música de Palestrina, Bach, Beethoven, i Schubert i també va ser un innovador de l'harmonia de finals del segle XIX (al costat de Franz Liszt). Bruckner continua el seu camí simfònic adherint-se a la forma sonata de la Novena Simfonia. També amplia la forma, potenciant la monumentalitat. Aquesta expansió de l'aparell orquestral és també una expressió d'aquest augment de massa.
| «                                                    | "Si ens fixem en l'aparell general que utilitza Bruckner, el més sorprenent és la quantitat de so que fins ara era desconeguda en la música absoluta... L'orquestra de la Novena Simfonia de Bruckner és només el punt final de la línia de desenvolupament auditiu de Bruckner pel que fa als mitjans utilitzats... El factor decisiu, però, no és la massa de mitjans d'expressió, sinó la manera com s'utilitzen... Com a Cordes del grup, aviat es juxtaposaran instruments de vent fusta i metall, que aviat tornarà a acoblar-se de les més diverses maneres, i unides formant un tot inseparable, així com en el so individual els instruments d'aquests grups. D'una banda, l'obra oberta, d'altra banda, la peculiaritat de Bruckner per formar els seus temes sovint a partir de frases curtes, significa que un instrument poques vegades emergeix en solitari durant molt de temps sense interrupcions." | » |
| — Anton Bruckner, Das Werk – Der Künstler – Die Zeit | |   |

Segons Ekkehard Kreft, «les fases de millora de la Novena Simfonia adquireixen un nou significat, ja que serveixen per configurar el processual [sic] personatge des del punt de partida del complex temàtic (primer tema) fins a la seva destinació final (tema principal).» Tant en la primera frase com en el moviment final això s'expressa en una dimensió fins ara desconeguda. L'entrada del tema principal va precedida d'una fase d'augment harmònicament complicada. L'ús d'aquesta harmonia cada cop més complexa fa de Bruckner el pioner dels desenvolupaments posteriors. El musicòleg Albrecht von Mossow ho resumeix de la següent manera: «Als desenvolupaments materials de la modernitat cal atribuir a Bruckner, com amb altres compositors del segle xix, la creixent emancipació de la dissonància, la cromatització de l'harmonia, el debilitament de la tonalitat, el toc dels harmònics triàdics a través de la inclusió més gran de sons de quatre i cinc tons, les ruptures formals dins dels seus moviments simfònics i la revaloració del timbre a un paràmetre gairebé independent».
La Novena Simfonia té grans onades de desenvolupament, clímax i decadència, que el psicòleg musical Ernst Kurth descriu com un «contrast d'amplitud i buit específics del so en comparació amb la prèvia compressió i la posició del cim». Kurth ho compara amb la composició de 1957 de Stockhausen Gruppen, on l'estructura també es mostra en el desmembrament de l'aparell individual en lloc de la gènesi lineal, dient que Bruckner transfereix una gran quantitat de sons, colors i caràcters, i no només concepcions sonores espacials sobre l'aparell instrumental.
La fuga és inusual per la seva posició destacada en el moviment final de la Novena Simfonia, encara que la inclusió d'una fuga en el context simfònic de Bruckner no és estranya. Com escriu Rainer Bloss (traduït de l'alemany): «El tema principal del final de la 9a Simfonia té una peculiaritat, perquè la seva forma és canviada, transformada en els seus dos últims compassos ... l'extensió "inusual" de dos compassos de Bruckner demostra aquesta regressió modular de manera excepcional».
Bruckner perfecciona cada cop més la seva tècnica de citació a la Novena Simfonia. Paul Thissen ho resumeix en la seva anàlisi (traduït de l'alemany): «Sens dubte, la forma d'integració de les cites utilitzada per Bruckner en l'Adagio de la Novena Simfonia mostra l'aspecte més diferenciat. Va des de la mera tècnica de muntatge (com en el Miserere) fins a la penetració de la seqüència amb transformacions semblants al Kyrie».

## Descripció
La simfonia té quatre moviments, encara que el final és incomplet i fragmentari:
1. Feierlich, misterioso (re menor)
2. Scherzo: Bewegt, lebhaft (re menor); Trio. Schnell (Fa sostingut major)
3. Adagio: Langsam, feierlich (mi major)
4. Finale: Misterioso, nicht schnell[25] (re menor, incomplet)

Molt material per al final de la partitura completa pot haver-se perdut després de la mort del compositor; algunes de les seccions perdudes en partitura completa només van sobreviure en format d'esbós de dos a quatre pentagrames. La col·locació del segon Scherzo i la tonalitat, re menor, són només dos dels elements que aquesta obra té en comú amb la Novena Simfonia de Beethoven. La simfonia s'executa sovint sense cap mena de final que alguns autors descriuen «la forma d'aquesta simfonia [com]... un arc massiu, dos moviments lents a cavall d'un Scherzo enèrgic».

## Partitura
La partitura demana tres flautes, oboès, clarinets en si♭ i la, fagots, trompetes en fa i trombons, amb vuit trompes (les trompes cinquena a vuitena doblant amb tubes de Wagner), tuba, timbals i cordes.

### Temps d'execució
- Moviments 1–3: ca. 55-65 min. (1: 535 compassos, 2: 512 compassos, 3: 243 compassos)

- Moviment 4 (acabaments per altres):
  - William Carragan: ca. 22 minuts (717 compassos)
  - Nors S. Josephson (1992): ca. 20 minuts (644 compassos)
  - Sébastien Letocart (2008): ca. 25 minuts (674 compassos)
  - Samale-Mazzuca-Phillips-Cohrs: ca. 25 minuts (665 compassos)
  - Gerd Schaller: ca. 25 minuts (736 compassos)
- Composicions lliures que incorporen material dels esbossos del Finale:
  - Ernst Märzendorfer (1969): ca. 25 minuts
  - PJ Marthé (2006): ca. 30 minuts
- Substitució del 4t moviment pel Te Deum de Bruckner: ca. 23 minuts

## Primer moviment

### Primera i segona part
El primer moviment en re menor (alla breve) és un moviment de sonata de disseny lliure amb tres grups temàtics. Al principi, les cordes amb tremolo entonen la nota d'arrel re, que se solidifica en el tercer compàs pels vents de fusta. Un primer nucli temàtic sona a les trompes com una «repetició de to (fonamental) en el ritme de tres punts, a partir del qual l'interval de la tercera, després de la quinta, s'ajusta a l'estructura d'ordre mètric subjacent mitjançant els cops del timbal i trompetes. Una simfonia difícilment pot començar més primitiva, elemental, arquetípica». El fenomen típic de divisió del so per a Bruckner es produeix al compàs 19: la nota d'arrel re, es dissocia en les seves notes veïnes mi♭ i re♭. Un augment important de mi♭ atrevit de les trompes anuncia alguna cosa esperançadora. Com a resultat, una fase de desenvolupament ampliada prepara l'entrada del tema principal. La música de Bruckner és específica, i això és la base del seu principi de desenvolupament i exploració del so. El camí de Bruckner cap a aquesta creació temàtica s'allarga; cada cop es necessita més temps perquè surti la idea principal.
El poderós tema principal del primer moviment impressiona, ja que l'espai sonor en re menor es confirma per primera vegada per la transposició d'octava rítmicament sorprenent de les notes re i la, amb una sobtada desviació del so a do♭ major, reinterpretat com a dominant a mi menor. El tema segueix una cadència múltiple sobre do major i sol menor a la major, i finalment a re major, semblant a entrar en la seva fase de decadència, però simultàniament en una transició al tema lateral líricament cantabile: l'anomenat període de cant. Aquest interval de caigudes successives, que també té un paper en el quart moviment inacabat, forma part integrant del motiu principal del període cantant. Posteriorment, Bruckner compon una fase de transició prístina, que es repeteix estretament entre el segon i el tercer grup temàtic.
El segon grup temàtic canvia la música a la major i comença en silenci. Aquesta secció es toca més lentament que la primera i els violins porten el tema inicial:
El tercer grup temàtic torna a re menor i destaquen les trompes.
Aquest tercer grup temàtic, amb el seu motiu de cinc-quatre, té una forta afinitat amb el tema del Te Deum recurrent al final. Al final de la transició, hi ha una pausa a la nota fa, implementada sense problemes. Pel que fa a la forma, Bruckner allarga el seu camí simfònic fusionant el desenvolupament i la repetició posterior, en lloc de separar-los.
| «                                                    | "Aquestes dues parts [execució i recapitulació] s'han convertit en l'estructura interna, soldant la costura en un tot unificat. La implementació consisteix en una ampliació del tema principal, però sense canviar la disposició del material motiu en la seva divisió tripartida. Així, la primera part del tema principal experimenta una repetició, no fidel a l'original sinó a l'essència interna. La repetició, però, es combina amb el material motiu de la segona part en la inversió com a acompanyament. També s'allarga la segona part i, com en l'exposició, porta a la tercera part i clímax amb el mateix augment que a l'exposició. […] Aquest clímax també s'allarga mitjançant una seqüenciació repetida i creixent. S'evita la conclusió sobtada de l'exposició; se substitueix per una breu interpretació del material motiu d'aquest clímax amb un nou motiu d'acompanyament independent que determina el caràcter d'aquest passatge." | » |
| — Anton Bruckner, Das Werk – Der Künstler – Die Zeit | |   |

### Tercera part
Finalment, s'arriba a un punt cim a la tercera part del tema principal quan s'omet una transferència repetida. Una nota la sostinguda tocada amb el pedal de l'orgue, alenteix el moviment i prepara el variat conjunt de pàgines. Comença la repetició aparentment incompleta; la forma sonata de tres parts aquí torna a la seva naturalesa bipartida original. La coda torna a dominar el material del tema principal, que es veu potenciat per un ritme persistent i puntejat i la juxtaposició repetida de mi ♭ major i re menor a una apoteosi provisional, encara per alliberar.
La tendència de Bruckner a ampliar el desenvolupament i la recapitulació de la forma sonata troba la seva màxima realització en aquest moviment, la forma del qual Robert Simpson descriu com «Declaració, Contradeclaració i Coda». En el primer grup de temes es donen un nombre inusualment gran de motius, i aquests es desenvolupen de manera substancial i rica en la reformulació i en la coda. El tema principal del moviment, que és expressat per l'orquestra completa, conté una caiguda d'octava que és efectivament en un ritme de punts quàdruples (una nota sencera lligada a una mitja nota de triple punt).
Bruckner també cita material de les seves obres anteriors: en un punt proper a la coda, Bruckner cita un passatge del primer moviment de la seva Setena Simfonia. La pàgina final del moviment, a més dels acords habituals de la tònica (I) i dominant (V), presentats en una explosió de quintes obertes, utilitza un bemoll napolità (♭ II; la figura de mi♭ ascendent del compàs 19) en molta dissonància molta amb I com amb V.

## Segon moviment
L'Scherzo en re menor (3/4) comença inusualment amb un compàs buit. Després d'aquesta pausa, els instruments de vent-fusta entonen un distintiu acord de dissonància rítmica amb els sons mi, sol♯, si♭ i do♯. Aquest acord es pot analitzar de diverses maneres. El musicòleg Wolfram Steineck dona la següent explicació: «Com que sens dubte es pot escoltar el gir a do sostingut menor, des del principi també està relacionat de manera dominant amb re menor, per tant, almenys ambigu. [. . . ] És la nota dominant la, que es divideix en les seves dues mitges tintes circumdants i dona al so el seu caràcter subdominant característic, sense prendre la part dominant.» La divisió del to també és important aquí. La dissociació del to en el primer moviment concernia la tònica i va ser relativament tardana. Al començament de l'Scherzo, la nota la situada al centre d'un acord dominant de sisena la major es divideix en els seus veïns sol♯ i si♭. L'interval d'aquest acord és el sisè, que es teixeix temàticament i estructuralment a la Novena.
Bruckner va escriure "E Fund[ament] Vorhalt auf Dom" al seu esbós el 4 de gener de 1889. Aquest acord característic es pot escoltar com un acord de quinta doblement disminuït en do♯ amb una quarta sol♯ molt avançada, que és una escala en harmònic menor en el dissetè grau. Steinbeck diu que el so es troba en intervals de quinta, perquè teòricament està en mi i dominant a la major. Al final, el seu punt objectiu és el to re o un context de re menor, que s'hi arriba després d'una complicada fase de desenvolupament harmònic. Gairebé violentament, el tema Scherzo s'obre, batejant enèrgicament i contrastant amb el tema introductori fantasmal. A la part mitjana, el material temàtic és més variat i rep un to elegíac i de vegades fins i tot de ball. Després d'un retorn al principi, conclou una coda energètica.
Bruckner va compondre tres versions successives del Trio:
- Una primera versió de l'Scherzo i el Trio ja estava totalment disponible el 4 de gener de 1889. La primera versió del trio en fa major, amb un atractiu Ländler i amb una viola solista, recorda una mica la de la Vuitena. S'observa l'acompanyament en pizzicato amb el motiu del Te Deum, que el compositor recordarà en els esbossos del Finale. El seu aspecte, tonalitat i data de composició suggereixen que podria haver estat concebut com a Trio alternatiu per a la Vuitena.[32]
- A principis de 1893 Bruckner va reprendre el seu treball i va compondre un nou Trio. En la segona versió (27 de febrer de 1893) en fa♯ major, també amb viola solista, es conserva el to Ländler tranquil. Sembla una mica eteri i la seva part central, una reminiscència de l'⁣Al·leluia del Messies de Händel, prefigura ja la de la versió final.
- El darrer Trio de tres parts (15 de febrer de 1894), també en fa♯ major, i un compàs ràpid de 3/8, enganya l'oient amb la seva ambigüitat i els seus canvis mètricament i rítmicament inesperats. Les tríades majors repetides fa♯ estan alienades pels tons de lideratge fa i do; en general, el Trio té un efecte fantasmal. Tot i que els dos primers esborranys del Trio de 1889 i 1893[33][34] encara tenen un to més popular, el Trio final en fa♯ major posa l'estrany, l'atrevit i el fantàstic en primer pla, per això «no són pocs que creiem que l'scherzo de la Novena és la cosa més enginyosa que Bruckner ha escrit mai»."[35]

Els descartats Trios 1 i 2 han estat estrenats pel Quartet Strub (1940). Un enregistrament d'aquesta actuació està emmagatzemat al Deutsches Rundfunkarchiv. Les gravacions posteriors s'han emmagatzemat a l'Arxiu Bruckner. The three versions of the Trio have been published by Cohrs. Les tres versions del Trio han estat publicades per Cohrs. Ricardo Luna ha enregistrat les tres versions successives del Trio en un arranjament propi per a orquestra de cambra el 2013.

## Tercer moviment

### Primera part
L'Adagio de tres parts en mi major (4/4) «ha experimentat innombrables interpretacions que busquen descriure el seu estat d'ànim i sens dubte les que experimentarà en el futur». Per exemple, Göllerich i Auer veuen en el començament «l'estat d'ànim desolador del Parsifal errant (el preludi del Tercer Acte del Festival de Dedicació de Richard Wagner)». Pel que fa a l'anàlisi compositiva, el fenomen de la divisió de to té un paper integral en l'inici d'aquest moviment.
Bruckner va anomenar aquest moviment el seu "Adéu a la vida". Comença en l'ambigüitat tonal, i és l'obertura més problemàtica de qualsevol adagio de Bruckner, tot i que aconsegueix serenitat lírica i admiració. El tema principal és un presagi del cromatisme del moviment, començant amb un salt ascendent d'una novena menor i que conté els 12 tons de l'escala cromàtica:
El to inicial si es divideix o es diferencia en les seves dues notes veïnes do i la♯, per la qual cosa el salt d'interval distintiu de la novena dona al començament del moviment una càrrega sonora intensa. La baixada cromàtica posterior do, si, la♯ condueix a un sobtat xoc d'octaves, seguit de frases diatòniques rectes que acaben en un to planyent. Bruckner no va compondre un altre Adagio que plantegés un moviment melòdic unànime sense cap acompanyament. Els esborranys de Bruckner mostren que aquest inici no va ser planificat.
La resta de cordes i les tubes de Wagner es posen en tot el to al tercer temps del segon compàs. Aquestes últimes s'utilitzen aquí per primera vegada a la Novena Simfonia, un mètode retardat que Bruckner va utilitzar a la Setena Simfonia. Aquí, a l'inici de la seva cançó de dol per la mort de Wagner, Bruckner demana que entrin aquests instruments, amb el seu so rodó i fosc, per primera vegada. L'Adagio de la Setena comença amb un acompanyament d'acords complet, a diferència de la Novena. Mentre que a la Setena, la tonalitat bàsica de do♯ menor s'estableix des del principi, la tonalitat bàsica de mi major a la Novena s'evita completament, només arriba després d'un llarg retard.
La sorprenent segona part del motiu mostra ressons de l'anomenat Amén de Dresden. Com afirma en principi Clemens Brinkmann: «Sota la influència de Mendelssohn i Wagner, Bruckner va utilitzar l'Amén de Dresden en la seva música eclesiàstica i obres simfòniques». El tercer motiu, preocupant en pianissimo, està marcat pels «segons cansats dels contrabaixos». En un lament, el primer oboè s'aixeca i passa a formar part d'una fase de seqüenciació que gira en espiral constantment, conduint finalment a l'erupció del quart motiu: «una crida de la trompeta pentatònica repetida en aquesta tonalitat [mi major] set vegades [en cada compàs] sense modificar-se mai» es presenta en un acord tonalment sense rumb resultant d'un quíntuple múltiple. Michael Adensamer ho explica amb detall: «Un podria interpretar almenys quatre tecles d'aquesta superposició (mi major, si major, do sostingut menor i fa sostingut menor) i encara passar el caràcter d'aquest so. Aquest caràcter rau en la múltiple utilitat del so. Podríeu estendre'l cap amunt o cap avall fins que cobriria els dotze tons. En aquest sentit és il·limitat, infinit i bàsicament atonal...» En aquesta superfície sonora, els característics ventalls de trompeta estan literalment escenificats i contrapuntats per un motiu de trompa fatídicament desplegat. Aquest motiu cita l'inici expressiu de la frase mitjançant l'ús del buit ample estirat. Els sons flueixen i reflueixen en un coral de dol per les trompes i les tubes de Wagner, que Auer i Göllerich van batejar amb el nom de "l'adéu a la vida" de Bruckner. Ernst Décsey també destaca aquest passatge de dol, afirmant: «Bruckner va anomenar aquest passatge [marca d'assaig B] quan el va tocar als dos Helms, tornant el 1894 de Berlín».
Prop del final del primer grup temàtic, apareix un coral que baixa lentament. Aquest coral és citat per Anton Bruckner com el "Adéu a la vida". Tocada per una trompa i les tubes de Wagner, és en si♭ menor (un tríton per sobre de la tònica general de mi del moviment):
L'inici del segon grup temàtic presenta un tema una mica més melòdic i de lament sobre els violins:
El segon tema, una suau melodia vocal, l'estructura de la qual de vegades és «comparada amb els temes del difunt Beethoven», pateix nombroses modificacions i variacions a mesura que avança. Immediatament abans de la reentrada del tema principal, la flauta solista descendeix en un triverse en do major per sobre de l'amor pàl·lid d'un acord de setena de fa♯ major alterat de les tubes de Wagner, per romandre en el to fa♯ després d'una caiguda de tríton final.

### Segona part
Després d'un silenci, segueix la segona part de l'Adagio (des del compàs 77), que es basa en gran manera en els components del tema principal. El material existent presentat és variat i desenvolupat. Aquí també s'evidencia el principi de desdoblament del to, sobretot en la veu oposada de la flauta, que com a nou element constitueix un clar contrapunt al tema principal. Només ara comença el treball d'implementació real, en el qual el motiu principal del primer tema és portat pels baixos amb orgull. Després, torna a dominar el to més suau del variat tema líric. Després d'una fase intermèdia preocupant, s'eleva una nova onada creixent, que condueix al clímax de la implementació. Una vegada més, les trompetes sonen la seva ja coneguda fanfàrria, que s'atura bruscament. Segueix la part mitjana del tema vocal, que també acaba bruscament. Només l'últim final de la frase és reprès per l'oboè i declarat en el forte, provinent de la trompa en forma diminutiva i en el piano. Després d'un descans general, el moviment s'obre ràpidament. El crescendo, que s'ha allargat durant un llarg període, es trenca bruscament, seguit d'una part de pianissimo gairebé tímida de les fustes, que al seu torn condueix a un episodi coral de cordes i metalls. Segons l'opinió de Constantin Floros, hi ha dos passatges a l'Adagio, cadascun d'ells apareix una sola vegada i no per «repetir-se en el curs posterior de la composició. Això s'aplica una vegada a la tuba [sortida de la vida] a [marca d'assaig] B. [. . . ] Això s'aplica a l'altre per a l'episodi de tipus coral, compassos 155–162». Aquest passatge transfigurat esfèricament té el seu origen fixat estructuralment en el coral tubal, decreixent amb el coral fins al final.

### Tercera part
La tercera part del moviment lent (a partir del compàs 173) comença amb una reproducció animada figurativament del segon tema. Floros subratlla que l'Adagio de la Novena, així com el Finale, «s'han de veure amb un rerefons autobiogràfic». Bruckner va compondre la seva Novena Simfonia en consciència de la seva propera mort. En conseqüència, les autocitacions existents com el Miserere de la Missa en re menor (compàs 181 en endavant) també es poden entendre en el sentit d'una connotació religiosa. A la tercera part, els dos temes principals s'apilen l'un sobre l'altre i finalment es fusionen; tot això té lloc en el context d'un enorme augment del so. Bruckner crea un clímax, «com si busqués el seu poder i intensitat monumental i expressiu sense igual en la història de la música». L'enorme acumulació de so experimenta una descàrrega fortament dissonant en forma d'un acord de tretzena estès de manera figurada al compàs 206. Aleshores, Bruckner, agafant parts del primer tema i del Miserere, teixeix un cant del cigne reconciliador. Finalment, l'Adagio acaba, esvaint-se; Kurth parla d'això com un «procés de dissolució»: Mentre l'orgue toca una nota de mi sostinguda al pedal, les tubes de Wagner anuncien el motiu secundari de l'Adagio de la Vuitena Simfonia mentre les trompes recorden el començament de la Setena.
Al llarg del seu curs, el moviment es remunta a alguns dels estats d'ànim problemàtics dels moviments anteriors. Una crida de l'oboè –una cita del Kyrie de la seva Missa núm. 3– introdueix la repetició del primer tema, que està subratllat amb dramàtiques crides del trombó. Poc després, Bruckner cita també, com una mena de súplica, el Miserere nobis del Glòria de la seva Missa en re menor. El següent clímax final, donat per l'orquestra completa, conclou amb un acord extremadament dissonant, una tretzena dominant⁣:
Després, en la coda més serena encara, la música al·ludeix a la coda de lPlantilla:'⁣Adagio de la Simfonia núm. 8, i també insinua la Simfonia núm. 7. Aquests compassos de música conclouen la majoria de les actuacions en directe i dels enregistraments de la simfonia, encara que Bruckner havia pensat que els succeïssin un quart moviment.

## El quart moviment incomplet
Encara que se suposa que Bruckner va suggerir utilitzar el seu Te Deum com a final de la Novena Simfonia, hi ha hagut diversos intents de completar la simfonia amb un quart moviment basat en els manuscrits supervivents de Bruckner per al Finale. En efecte, el suggeriment de Bruckner s'ha utilitzat com a justificació per completar el quart moviment, ja que, a més de l'existència dels fragments del Finale, mostra (segons estudiosos com John A. Phillips), que el compositor no volia que aquesta obra acabés amb lPlantilla:'⁣Adagio.
Els materials d'aquest 4t moviment han conservat diverses etapes de la composició: des de simples esbossos de perfil fins a fulls de partitura més o menys preparats, els anomenats "bifolis". Un bifoli (en alemany: Bogen) consisteix en un full de paper doble (quatre pàgines). De vegades, hi ha múltiples bifolis, que documenten els diferents conceptes compositius de Bruckner. La major part dels manuscrits de Bruckner del moviment final es poden trobar a la Biblioteca Nacional Austríaca de Viena. Altres obres es troben a la Biblioteca de Viena, a la biblioteca de la Universitat de Música i Arts Escèniques de Viena, al Museu Històric de la Ciutat de Viena i a la Biblioteca Jagiellonska de Cracòvia.
L'administrador dels béns de Bruckner, Theodor Reisch, i els testimonis del testament, Ferdinand Löwe i Joseph Schalk, segons l'acta del 18 d'octubre de 1896 van dividir la propietat; Joseph Schalk va rebre l'encàrrec d'investigar la connexió entre els fragments finals. El material va entrar en poder del seu germà Franz l'any 1900; Ferdinand Löwe va rebre més material. El 1911, Max Auer va examinar el material supervivent del moviment final, que havia estat en poder de l'antic alumne de Bruckner, Joseph Schalk. En referència a un full d'esbós, que avui ja no està disponible, Auer afirma: «Els esbossos... revelen un tema principal, un tema de fuga, un coral i el cinquè tema del Te Deum». A més, Auer escriu: «Una vegada, aquests temes fins i tot es van sobreposar els uns als altres com en el final de la Vuitena»⁣. No és possible identificar quin passatge del final es refereix realment.
Si bé els dissenys i esbossos de la partitura de Bruckner es poden organitzar harmònicament, de manera que es produeixi una seqüència musical lògica, hi ha cinc buits en aquesta composició musical. Per exemple, falta la conclusió de la simfonia, l'anomenada coda. El material original era més extens i alguns fulls es van perdre després de la mort de Bruckner. El primer biògraf i secretari de Bruckner, August Göllerich (1859–1923), que també va ser el secretari de Franz Liszt, va començar una completa biografia de Bruckner, que va ser completada després de la seva mort per l'investigador de Bruckner Max Auer (1880–1962). En aquest treball de nou volums, s'informa que «va ser un error imperdonable que no s'inclogués un inventari de la finca i no es pugui determinar una llista exacta. Després de l'informe del Dr. Heller [el metge encarregat de Bruckner], les partitures del Mestre es trobaven per aquí i parts d'elles van ser preses per persones qualificades i no desitjades. Fins i tot, per tant, no va ser possible trobar el coral, que el Mestre havia compost especialment per al doctor Heller».
El musicòleg australià John A. Phillips va investigar els diferents fragments restants, compilant una selecció dels fragments per al Musikwissenschaftlichen Verlag Wien. Segons la seva opinió, el material que va obtenir és de l'acuradament numerada "partitura autògrafa en procés" de Bruckner. Segons les seves investigacions, el maig de 1896 es va escriure la composició, en l'etapa primària de la partitura (cordes afegides, esbossos també per a instruments de vent). Segons la seva opinió, avui s'han perdut la meitat dels bifolis finals de la partitura. El curs de la majoria dels buits es pot restaurar a partir de versions anteriors i esbossos extensos de Particell. Les restes supervivents de la partitura es trenquen poc abans de la coda amb el 32è bifoli. Segons Phillips, els esbossos contenen el progrés de la coda fins a l'última cadència. L'esbós corresponent del 36è bifoli encara conté els vuit primers compassos amb una tonalitat enganyosa de re.
Musikwissenschaftliche Verlag Wien va publicar una edició facsímil del material final supervivent de Bruckner. La major part dels fragments ara també es poden veure a la base de dades d'obres a "Bruckner online". Alfred Orel va seqüenciar els esborranys i esbossos de Bruckner de la Novena Simfonia el 1934, suposant que encara existien diferents versions.
El moviment, tal com el va deixar Bruckner, presenta un tema principal "dentat" amb un ritme de doble punt:
Aquest ritme insistent de doble punt impregna el moviment. El segon grup temàtic comença amb una variant del tema principal. El tercer grup temàtic compta amb un gran coral, presentat per tots els metalls. Aquest coral, una «resurrecció resplendent» de l'Adeu a la vida de l'Adagio, descendeix en la seva primera meitat amb un estat d'ànim semblant al de l'Adeu a la vida. A la segona part el coral puja triomfal:
El motiu inicial del Te Deum apareix abans que comenci el desenvolupament, tocat per la flauta. El breu desenvolupament conté un passatge estrany amb crides de la trompeta en novena menor:
Una "fuga salvatge" comença la recapitulació, utilitzant com a tema una variant del tema principal:
Després de la recapitulació del coral, s'introdueix un nou "tema epíleg". Harnoncourt va suggerir que probablement hauria portat a la coda. Després d'aquest tall, l'única música que queda a la mà de Bruckner és el crescendo inicial esmentat anteriorment i l'aproximació a la cadència final.

## Realitzacions del Finale

### Actuacions i enregistraments dels manuscrits del Finale
El 1934, parts dels fragments de la composició final en la versió per a piano van ser editats per Else Krüger i interpretats per ella i Kurt Bohnen, a Múnic.
El 1940, Fritz Oeser va crear un arranjament orquestral per a l'exposició del Finale. Aquest va ser interpretat el 12 d'octubre de 1940 al Festival Bruckner de Leipzig en un concert de la Gran Orquestra dels Reichssenders de Leipzig amb el director d'orquestra Hans Weisbach i transmès per la ràdio.
El 1974, el director d'orquestra Hans-Hubert Schönzeler va interpretar les parts principals del Finale per a la BBC amb la BBC Northern Symphony Orchestra. En el seu assaig, Approaching a Torso el 1976, el compositor Peter Ruzicka va publicar les seves conclusions de recerca sobre el moviment final inacabat de la Novena Simfonia. Anteriorment, va gravar parts del Finale amb l'Orquestra Simfònica de la Ràdio de Berlín.
L'any 1986 Yoav Talmi amb l'⁣Orquestra Filharmònica d'Oslo va interpretar i gravar tota la simfonia, inclosos els fragments finals (edició Orel) així com una finalització del moviment de William Carragan utilitzant fragments de Bruckner. El conjunt de dos discos va aparèixer a Chandos Records (CHAN 8468/9) i va rebre el Grande Prix du Disque a París.
El 2002 Peter Hirsch va gravar els fragments finals (edició Phillips) amb la Rundfunk-Sinfonieorchester Berlin. El mateix any, durant el Festival de Salzburg, Nikolaus Harnoncourt va fer un taller sobre el Finale, durant el qual va interpretar els fragments recuperats amb l'Orquestra Filharmònica de Viena.

### ElTe Deumcom a final
Moltes (presumptes) declaracions de Bruckner sobre la seva Novena Simfonia només han sobreviscut indirectament. Bruckner, tement que no pogués completar la seva composició, se suposa que havia imaginat el seu Te Deum com el possible final de la simfonia. Quan el director d'orquestra Hans Richter (1843–1916) va visitar Bruckner, li va dir (traduït de l'alemany):
| «                                                | Ell [Hans Richter] havia programat la Setena de Bruckner per a un concert de la Filharmònica a la tardor i ara va venir al Belvedere [l'últim apartament de Bruckner era a l'anomenat Kustodenstöckl del Palau de Belvedere de Viena] per dir-li-ho a Bruckner. Quan Bruckner també li va comunicar sobre la seva misèria pel quart moviment inacabat de la Novena, Richter li va donar, segons informa Meissner [el confident i secretari proper de Bruckner], el consell de completar la simfonia, en lloc d'un quart moviment amb el Te Deum. El Mestre va estar molt agraït per aquest suggeriment, però el va veure només com a últim recurs. Tan bon punt es va sentir raonablement millor, es va asseure al piano per treballar en el Finale. Ara semblava pensar en una transició al Te Deum i va prometre, tal com relata Meissner, un efecte tremend en el tema principal de gran abast, esclatat pel cor de metalls, i en els compassos d'introducció familiars i originals del Te Deum, així com dels cantants que hi apareixen. Volia, com li va dir a Meissner unes quantes vegades durant l'audició, que tremolessin, per dir-ho així, fins i tot les portes de l'eternitat'. | » |
| — Anton Bruckner, Ein Lebens- und Schaffens-Bild | |   |

Auer va continuar, sobre una possible transició al Te Deum, a la biografia (traduïda de l'alemany):
| «                                                | L'estudiant del màster August Stradal i Altwirth asseguren que els havia tocat una 'transició al Te Deum', va assenyalar Stradal de la seva memòria. Aquesta música de transició havia de conduir de mi major a do major, la tonalitat del Te Deum. Envoltat de les figures de corda del Te Deum, hi havia un coral que no està inclòs en el Te Deum. L'observació de Stradal que el manuscrit, que està en mans de Schalk, sembla indicar que es refereix als compassos finals de la partitura final, que Bruckner ha sobreescrit amb 'Coral 2a Divisió'. […] Que Bruckner volia deliberadament portar el motiu Te Deum, prova l'observació Te Deum tretze compassos abans de l'entrada del Te Deum Tal com es pot comprovar per la comunicació dels esmentats informants, la correcció dels quals es pot comprovar amb la mà del manuscrit, el mestre no sembla haver ideat una música de transició independent de l'Adagio al Te Deum, sinó més aviat un des del punt de repetició, on la coda comença. | » |
| — Anton Bruckner, Ein Lebens- und Schaffens-Bild | |   |

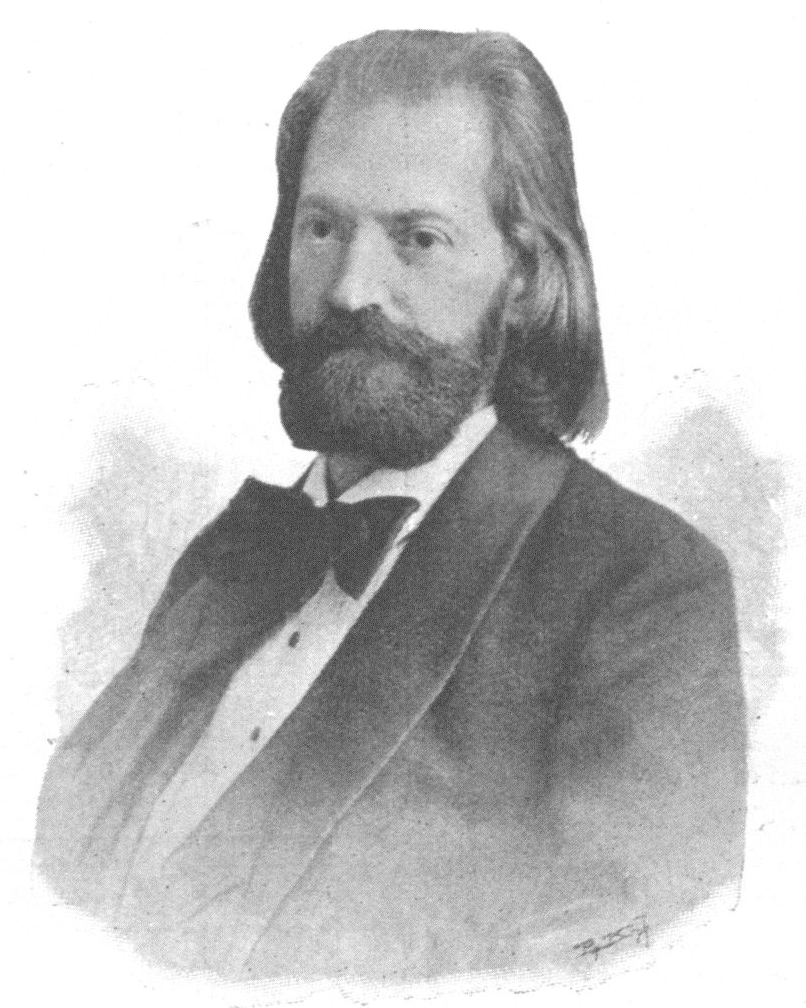
August Göllerich, biògraf que va conèixer personalment Bruckner

August Göllerich, Anton Meissner, August Stradal i Theodor Altwirth, que tots coneixien personalment a Bruckner, van informar a l'uníson que Bruckner ja no era capaç de completar un final instrumental: «En adonar-se que la finalització d'un moviment final purament instrumental era impossible, ell [Bruckner] va intentar establir una connexió orgànica amb el Te Deum, tal com se li va proposar, per produir un tancament d'emergència de l'obra, contràriament als recels tonals». Bruckner, per tant, certament tenia recels tonals sobre acabar la simfonia en re menor o en do major. No obstant això, va cedir a la variant amb el Te Deum com a substitut final, almenys segons el testimoni de diversos testimonis oculars.
El biògraf Göllerich va conèixer personalment Bruckner i el seu entorn. Els biògrafs posteriors es van basar en l'obra de Göllerich, de manera que les explicacions i les suposicions de les generacions posteriors es consideren de vegades menys exactes que les afirmacions contemporànies. La biografia contemporània suggereix que Bruckner va improvisar el final de la simfonia al piano, sense fixar la coda en forma definitiva i per escrit. Segons l'informe del metge, Bruckner no estava disposat a escriure la simfonia en els pensaments principals, perquè estava feble. Bruckner va morir mentre treballava en un final instrumental i una poderosa fuga. A la fuga es poden localitzar les últimes pàgines de la partitura gairebé completament orquestrades. Les pàgines posteriors no ho estan totalment.

### Finalització de Carragan (1983; revisat el 2003, 2006, 2007, 2010 i 2017)
El primer intent d'una versió interpretativa del Finale disponible en disc va ser de William Carragan (que va fer un treball possiblement més important editant la Segona Simfonia de Bruckner) el 1983. Aquesta finalització va ser estrenada per Moshe Atzmon, dirigint l'⁣Orquestra Simfònica Americana al Carnegie Hall el gener de 1984. L'estrena europea de la Utrecht Symfonie Orkest dirigida per Hubert Soudant (Utrecht, abril de 1985), ha estat la primera que s'ha gravat (en LP). Poc després, Yoav Talmi i la Filharmònica d'Oslo han gravat aquesta versió per a l'edició en CD. L'enregistrament de Talmi també incloïa els fragments recuperats que Bruckner va deixar (edició Orel), de manera que l'oient pot determinar per si mateix quina part de la realització va ser especulació per part de l'editor.
- La revisió de 2003 va ser gravada per Jason Klein amb la Saratoga Symphony Orchestra.[76]
- La revisió de 2006 ha estat gravada per Akira Naito amb la Tokyo New City Orchestra.[77] Aquest enregistrament incloïa el Trio núm. 2 de 1893 (Ed. Carragan, 2006).
- La revisió de 2007 ha estat interpretada per Warren Cohen i la Musica Nova Orchestra el novembre de 2009.[78]
- La revisió del 2010 ha estat gravada per Gerd Schaller i la Philharmonie Festiva.[50][79][80]
- Carragan va fer alguns ajustaments addicionals el 2017. Al lloc de John Berky es pot escoltar una gravació de Mladen Tarbuk amb l'Orquestra Simfònica de la Ràdio Croata.[81]

Segons William Carragan, per fer una realització pròpia del Finale, cal tenir en compte tres objectius: una presentació fidel dels fragments, un ompliment adequat tan horitzontal com verticalment i un final positiu i triomfal. Carragan utilitza bifolis més antics i anteriors. Ell salva els buits amb més llibertat utilitzant formacions sonores i connexions harmòniques que són menys típiques per a Bruckner que per a la història musical posterior (Mahler). Amplia la coda mantenint-se a un nivell fortissimo constant durant llargs períodes i incorporant una varietat de temes i al·lusions, inclòs el tema coral i el Te Deum.
| «                  | De fet, no hi pot haver una finalització completament correcta, només acabaments que evitin els errors més evidents, i sempre hi haurà debat sobre molts punts. Però el final, fins i tot com un conjunt fragmentat i enganxat, encara té moltes coses per explicar-nos sobre l'autèntica inspiració i els alts objectius d'Anton Bruckner, i és una llàstima no aprofitar totes les oportunitats que s'ofereixen per familiaritzar-s'hi i el seu significat profund. | » |
| — William Carragan | |   |

### Finalització Samale–Mazzuca (1984; revisat 1985/1988)
L'equip de Nicola Samale i Giuseppe Mazzuca va aconseguir una nova realització de 1983 a 1985. La finalització de 1984 va ser gravada el 1986 per Eliahu Inbal i encaixa amb els enregistraments d'Inbal de les primeres versions de les simfonies de Bruckner. També va ser inclòs per Gennadi Rozhdestvensky en el seu enregistrament de les diferents versions de les simfonies de Bruckner. La coda d'aquesta realització té més en comú amb el passatge corresponent de la Vuitena Simfonia que no pas amb la realització posterior de Samale, Mazzuca, Phillips i Cohrs.
Samale va revisar la finalització de 1985 el 1988 amb Benjamin-Gunnar Cohrs i la va gravar el mateix any amb l'Orquestra Simfònica Nacional de Katowice.

#### Finalització Samale–Mazzuca–Phillips–Cohrs (1992; revisat 1996, 2005, 2007, 2012; i 2021)
Després de la revisió de 1988 de la seva finalització, Samale i Mazzuca es van unir amb John A. Phillips i Benjamin-Gunnar Cohrs. Una nova finalització (1992) proposava una manera de fer realitat la intenció de Bruckner de combinar temes dels quatre moviments. Aquesta realització ha estat gravada per Kurt Eichhorn amb la Bruckner Orchestra de Linz per al segell Camerata.
Una revisió de 1996 d'aquesta finalització va ser gravada el 1998 per Johannes Wildner amb la Neue Philharmonic Orchestra Westfalen per al segell Naxos.
L'any 2005 es va publicar una nova edició revisada per Nicola Samale i Benjamin-Gunnar Cohrs. Les darreres investigacions de Cohrs també van permetre recuperar el contingut musical d'un bifoli que faltava a la Fuga completament a partir d'esbossos de particel·les. Aquesta nova edició, de 665 compassos, fa ús de 569 compassos del mateix Bruckner. Aquesta versió ha estat gravada per Marcus Bosch amb la Sinfonieorchester Aachen per al segell Coviello Classics.
Una reedició revisada d'aquesta revisió va ser realitzada per l'Orquestra Simfònica de la Ràdio Sueca amb Daniel Harding, a Estocolm, el novembre de 2007. Aquesta revisió es va publicar el 2008 i després va ser gravada pel director Friedemann Layer amb la Musikalische Akademie des Nationaltheater-Orchesters, Mannheim. Richard Lehnert explica els canvis fets per a aquesta versió.
L'any 2011 es va fer una revisió final, que inclou, en particular, una concepció totalment nova de la coda. L'estrena mundial d'aquest nou final va ser a càrrec de la Dutch Brabants Orkest sota la batuta de Friedemann Layer a Breda (NL), el 15 d'octubre de 2011. Va ser interpretat a Berlín el 9 de febrer de 2012 per Simon Rattle i la Filharmònica de Berlín i es pot veure a Internet. Aquesta versió es va publicar a EMI Classics el 22 de maig de 2012. Rattle va dirigir l'estrena nord-americana al Carnegie Hall el 24 de febrer de 2012. Simon Rattle va tornar a dirigir aquesta versió amb la Filharmònica de Berlín el 26 de maig de 2018. De setembre a octubre de 2021, en commemoració del 125è aniversari de la mort del compositor, John A Phillips va emprendre una revisió, limitant-se a fer canvis substantius a la fuga i la coda. Cohrs, que havia renunciat a l'equip editorial el novembre de 2021, ja no va participar més en aquesta revisió. El 30 de novembre de 2022, l'Orquestra Filharmònica de Londres va estrenar aquesta nova revisió del Finale sota la batuta de Robin Ticciati.
Nicola Samale i Benjamin-Gunnar Cohrs comparen en el seu prefaci a la partitura de l'estudi de la versió de representació completa de Samale-Phillips-Cohrs-Mazzuca (2008) la reconstrucció d'una obra musical amb mètodes de reconstrucció de cirurgia plàstica, patologia forense, etiologia i obres d'art:
| « | Per a això calen tècniques de reconstrucció que no només són legítimes en les ciències naturals, sinó que són vitals si es vol demostrar certs processos. Malauradament, en altres camps, aquestes tècniques de reconstrucció són molt més acceptades que en la música: en medicina, les víctimes d'accidents estan més que agraïdes per la possibilitat de substituir les parts perdudes del seu cos per cirurgia plàstica. A més, en patologia forense, aquestes reconstruccions són de valor. Això es va demostrar de manera molt efectiva l'any 1977, quant a la sèrie de televisió homònima Dr. Quincy va reconstruir a partir d'un únic fèmur no només l'aspecte general del difunt sinó també el seu assassí ("The Thigh Bone's Connected to the Knee Bone" de Lou Shaw, també disponible com a novel·la de Thom Racina). Les reconstruccions també són ben conegudes en belles arts i arqueologia. S'han reconstruït amb èxit pintures, tors d'escultures, mosaics i frescos, naufragis, castells, teatres (Venècia), esglésies (Dresden) i fins i tot pobles antics sencers. | » |

Per a l'inici del moviment final, l'equip d'autors de l'SMPC utilitza un bifoli de Bruckner en forma abreujada. Per omplir els buits, els autors es basen principalment en bifolis i esbossos posteriors de Bruckner, mentre que de vegades no es té en compte el material original anterior. Els autors creuen que cada buit té un nombre determinat de compassos. Els buits els sumen els quatre editors segons els càlculs que han fet. Per a la coda, els autors utilitzen els esbossos de seqüenciació de Bruckner, que també són processats per altres autors, en una forma transposada. L'efecte bloc de la part final s'aconsegueix principalment mitjançant la repetició constant de motius individuals. Els autors també inclouen diversos temes del Finale.

### La finalització de Josephson (1992)
En la seva edició final, Nors S. Josephson fa diverses connexions cícliques amb el primer i el tercer moviment de la simfonia. Sobretot es refereix a un mètode que Bruckner utilitza a la seva Simfonia núm. Josephson també utilitza la seqüenciació esbossada de Bruckner, que es creu que forma part de la coda. A la coda. Es refereix als temes de l'exposició i evita el desenvolupament posterior del material. En comparació amb l'Adagio, el moviment final cobra menys pes en la seva edició. La finalització de Josephson per John Gibbons amb l'⁣Orquestra Simfònica d'Aarhus ha estat publicada per Danacord: CD DADOCD 754, 2014.
Nors S. Josephson també pretén una reconstrucció i afirma en el prefaci de la seva edició de la partitura, que es titula "Finale-Reconstruction":
| « | La present edició del final de la Novena Simfonia d'Anton Bruckner és el resultat d'un projecte de deu anys de durada. L'editor va utilitzar els esbossos i partitures d'aquest moviment que es troben a l'Oesterreichische Nationalbibliothek de Viena, Àustria, a la Viennase Stadt- und Landbibliothek i a la Hochschule für Musik und darstellende Kunst de Viena; totes aquestes institucions m'han facilitat microfilms i còpies fotogràfiques d'aquestes fonts. A més, l'edició de 1934 d'Alfred Orel de la majoria d'aquestes fonts com a part de les Obres completes de Bruckner va ser un valor particular. | » |

### Finalització de Letocart (2008)
El 2008, l'organista i compositor belga Sébastien Letocart va realitzar una nova finalització del Finale el 2007–08. A la coda va incloure cites de temes de la Cinquena, Setena i Vuitena Simfonia, el tema central del Trio com a al·leluia final, i al final la combinació dels quatre temes principals dels quatre moviments de la Novena.
La finalització de Letocart, juntament amb les tres primeres parts de la simfonia, va ser gravada l'any 2008 pel director francès Nicolas Couton amb l'Orquestra Simfònica MAV de Budapest. Sébastien Letocart afirma en el text del llibret de l'enregistrament del CD de la seva versió final:
| « | Vull deixar ben clar que la meva finalització del final de la Novena Simfonia de Bruckner es basa estrictament en el propi material de Bruckner. Això ho he orquestrat amb la màxima fidelitat i discreció possible. Hi ha dos aspectes principals diferents per entendre el propòsit d'aquesta finalització... En primer lloc, a més d'haver d'omplir part de l'orquestració de les parts existents, hi ha sis buits en el desenvolupament/recapitulació que s'han de reconstruir especulativament de vegades amb la recreació d'enllaços coherents. La meva propera tesi donarà una explicació compàs a compàs del pensament musicològic i el significat darrere de la meva finalització i addicions, així com donarà detalls de la fase de reconstrucció. En segon lloc, la meva elaboració de la coda, però, no comparteix ni la mateixa tasca ni la mateixa preocupació sobre la pregunta "què hauria fet Bruckner" perquè és senzillament impossible saber-ho o endevinar. Només tenim uns quants esbossos i alguns testimonis vagues (Heller, Auer i Graf) sobre la continuació del Finale; no sabem res ni tan sols sobre el nombre precís de compassos, però tot això gairebé no donen cap idea de l'estructura global que Bruckner tenia al cap. | » |

### Finalització de Schaller (2015; revisat 2018)
Gerd Schaller va compondre la seva pròpia finalització de la Novena, basant-se molt en les notes de Bruckner. Va tenir en compte tots els materials d'esborrany disponibles des dels primers esbossos per tal de tancar els buits restants a la partitura tant com fos possible. Va utilitzar els documents manuscrits originals de Bruckner, i va fer el final a 736 compassos. A més, Schaller va poder complementar el material d'arxiu i manuscrit amb elements que falten a la partitura aprofitant la seva experiència com a director i aplicant les tècniques compositives de Bruckner a les gravacions del cicle complet de les onze simfonies del compositor. La composició resultant, fins i tot els passatges sense material original continu, són en un estil brucknerià reconeixible. Schaller també crea la repetició àmplia i espectacularment dissenyada del tema principal dels esbossos anteriors de Bruckner. A la coda cita el tema inicial del primer moviment, fent un pont amb l'inici de la simfonia, una tècnica de citació que el mateix Bruckner va utilitzar en les seves simfonies (Simfonia núm. 3 i Simfonia núm. 5) i que es remunta a Beethoven. A la part final de la coda, Schaller renuncia a les cites d'altres obres de Bruckner en la seva recentment publicada edició revisada de 2018.
Schaller va interpretar per primera vegada la seva versió del Finale amb la Philharmonie Festiva a l'església de l'abadia d'Ebrach el 24 de juliol de 2016, com a part del Festival de Música d'Estiu d'Ebrach. El març de 2018, la versió revisada de Schaller va ser publicada per Ries i Erler, Berlín, Score No 51487, ISMN M-013-51487-8. Schaller va interpretar la seva versió revisada del final a l'església de l'abadia d'Ebrach el 22 de juliol de 2018. Aquesta actuació es publica al CD Profil PH18030. Gerd Schaller explica una reconstrucció en si mateixa com una empresa impossible:
| « | Abans de començar a treballar en la finalització, però, calia abordar una sèrie de qüestions conceptuals... Aviat es va fer evident que una "reconstrucció", com a tal, seria lògicament inviable, senzillament perquè és impossible reconstruir quelcom que abans mai ha existit en una forma acabada. I en tot cas, quina versió de la partitura s'hauria de reconstruir?... Se sap que Bruckner revisava i modificava sovint les seves obres, i sens dubte hauria sotmès les pàgines suposadament acabades de la Novena a nombroses revisions exhaustives. Es dedueix que no hi ha una versió completa que es pugui prendre com a base per a la reconstrucció. En resum, em va semblar impossible reconstruir una hipotètica obra mestra musical d'un geni com Anton Bruckner, i per això em vaig plantejar perseguir la precisió històrica aprofitant tots els fragments disponibles i així completar el final de la manera més autèntica possible i d'acord amb l'estil tardà de Bruckner. La meva principal prioritat en aquest esforç era utilitzar, o almenys considerar, la major part possible del material original de Bruckner i així evitar especulacions en la mesura del possible. Els esbossos primerencs, rarament consultats amb anterioritat, eren una altra font important d'idees brucknerianes essencials. | » |

### Altres finalitzacions delFinale
Altres intents de finalització han estat fets per Hein 's-Gravesande (1969), Marshall Fine (1979), Jacques Roelands (2003, rev. 2014), Roberto Ferrazza (2017) i Martin Bernhard (2022).
La finalització de Ferrazza ha estat estrenada per Alfonso Scarano amb l'Orquestra Filharmònica de Tailàndia el 26 de març de 2022.

### Composicions lliures que incorporen material dels esbossos finals
A més, també hi ha composicions lliures que incorporen material dels esbossos finals d'Ernst Märzendorfer (1969) i Peter-Jan Marthé (2006), i a "Bruckner Dialog" per Gottfried von Einem (1971).

## Edicions publicades (tres primers moviments)
Bruckner no va fer moltes revisions de la Novena Simfonia. S'han publicat múltiples edicions de la seva obra i intents de finalització del quart moviment inacabat de la simfonia.

### Edició Löwe (1903)
Aquesta va ser la primera edició publicada de la Novena Simfonia. També va ser la versió interpretada a l'estrena pòstuma de l'obra, i l'única versió que es va escoltar fins al 1932. Ferdinand Löwe va fer múltiples canvis no autoritzats a la Simfonia que van suposar una recomposició a l'engròs de l'obra. A més d'endevinar l'orquestració, el fraseig i la dinàmica de Bruckner, Löwe també va recuperar les harmonies més aventureres de Bruckner, com ara l'⁣acord complet de tretzena dominant a l'⁣Adagio.

### Edició Orel (1934)
Aquesta va ser la primera edició que intentava reproduir el que Bruckner havia escrit realment. Va ser interpretada per primera vegada l'any 1932 per la Filharmònica de Múnic dirigida per Siegmund von Hausegger, en el mateix programa immediatament després d'una interpretació de l'edició de Löwe. L'edició es va publicar, possiblement amb ajustos, dos anys més tard (1934) sota els auspicis del Gesamtausgabe.

### Edició Nowak (1951)
És una reedició de l'edició d'Orel de 1934. L'edició de Nowak és la més representada avui dia.

### Edició Cohrs (2000)
Nikolaus Harnoncourt, Simon Rattle i Simone Young van gravar una nova edició dels tres moviments complets. Corregeix diversos errors d'impressió i inclou una àmplia explicació dels problemes editorials. L'Informe crític separat de Cohrs conté nombrosos facsímils dels tres primers moviments. Inclou una edició dels dos Trios anteriors per a un concert.

## Discografia de la simfonia completa
Els enregistraments de les finalitzacions del quart moviment s'acostumen a combinar amb l'edició de Nowak o Cohrs per als tres primers moviments.
Una gravació de l'edició Orel o Nowak dura de mitjana uns 65 minuts, tot i que un director ràpid com Carl Schuricht pot reduir-la a 56 minuts.
L'actuació completa més antiga (dels tres moviments completats) conservada en el registre és d'⁣Otto Klemperer amb la Filharmònica de Nova York de 1934.
El primer enregistrament comercial va ser realitzat per Siegmund von Hausegger amb la Filharmònica de Múnic el 1938 per a HMV. Tots dos enregistraments van utilitzar l'edició Orel.
La versió apòcrifa de Löwe està disponible en remasteritzacions de CD d'LP de Hans Knappertsbusch i F. Charles Adler. Aquests poden ser tan curts com 51 minuts.
Els primers enregistraments de l'edició d'Orel van ser l'actuació en directe d'⁣Oswald Kabasta amb la Filharmònica de Múnic el 1943 per al segell Music and Arts, i l'actuació d'estudi de Wilhelm Furtwängler amb la Filharmònica de Berlín el 1944 (múltiples segells).
Després de l'enregistrament d'estudi de Bruno Walter amb la Columbia Symphony Orchestra el 1959 per a Sony/CBS, es va preferir l'edició Nowak.
L'últim enregistrament de l'edició d'Orel va ser l'actuació en directe de Daniel Barenboim amb la Filharmònica de Berlín el 1991 per a Teldec.
Nikolaus Harnoncourt i la Wiener Philharmoniker van gravar la Novena (edició Cohrs) i el fragment final per a BMG/RCA el 2003, sense els esbossos de la coda.
Al CD "Bruckner unknown" (PR 91250, 2013) Ricardo Luna va gravar el Scherzo, les tres versions del Trio (edició pròpia) així com el fragment Finale –amb els esbossos de la coda.